# Victrix tristis
Victrix tristis är en fjärilsart som beskrevs av Charles E. Rungs 1945. Victrix tristis ingår i släktet Victrix och familjen nattflyn. Inga underarter finns listade i Catalogue of Life.